# Dilanchilar
Dilanchilar (azerbajdzjanska: Dilənçilər) är en ort i Azerbajdzjan.   Den ligger i distriktet Bərdə Rayonu, i den centrala delen av landet, 240 km väster om huvudstaden Baku. Dilanchilar ligger 104 meter över havet och antalet invånare är 228.
Terrängen runt Dilanchilar är platt. Runt Dilanchilar är det ganska tätbefolkat, med 129 invånare per kvadratkilometer.. Närmaste större samhälle är Barda, 5,3 km sydost om Dilanchilar.
Runt Dilanchilar är det i huvudsak tätbebyggt.